# Siège de Chihaya
guerre de Genkō
Le siège de Chihaya de 1333 se déroule durant les dernières années de l'époque de Kamakura de l'histoire du Japon. C'est l'une des batailles de la guerre de Genkō au cours de laquelle l'empereur Go-Daigo cherche à éliminer la puissance des régents du clan Hōjō. Le Chihaya-jō (千早城, forteresse de Chihaya) est construit en 1332 au sommet du mont Kongō dans la province de Kawachi (dans ce qui est maintenant le district de Minamikawachi, dans la préfecture d'Osaka). Défendu avec succès l'année suivante par les forces impériales menées par Kusunoki Masashige, il finit par tomber sous le contrôle du shogunat Ashikaga en 1390.
La défense de cette forteresse par Kusunoki Masashige est devenue un siège très classique dans l'histoire japonaise parce que la garnison impériale et les forces des assiégeants Hōjō montrent des niveaux élevés de poliorcétique. Le succès de Kusunoki ici compense sa défaite deux ans plus tôt au siège d'Akasaka, où la reddition est obtenue par l'interruption de l'approvisionnement en eau. Contrairement à Akasaka, cependant, Kusunoki fait en sorte que Chihaya puisse tenir efficacement contre de nombreuses attaques, qui comprend l'utilisation par les Hōjō de ponts mobiles et d'incendies. Kusunoki emploie également plusieurs stratégies telles que les troupes factices et les attaques surprises.
La position de la forteresse près du sommet de la montagne aide à sa défense, ce qui permet aux forces en nombre inférieur de Kusunoki de ne pas être handicapées dans cet espace limité. Ses forces emploient leur connaissance supérieure des crêtes et des ravins de la zone avec une grande efficacité, ce qui permet une défense réussie et cause la retraite de l'ennemi.